# Tudor (horloge)
Montres TUDOR SA is een Zwitserse fabrikant van luxe polshorloges. Het bedrijf is gevestigd in Genève.
Tudor werd als bedrijf geregistreerd in 1926 door Hans Wilsdorf, de oprichter van Rolex. Tudor is een zusterbedrijf van Rolex, en beide bedrijven zijn eigendom van de Hans Wilsdorf Foundation. In de loop van de tijd werd Tudor bekend om zijn Tool Watches, horloges geproduceerd voor professionele duikers en het leger. Tussen de jaren 1960 en 1980, hebben verschillende marines Tudor Submariners uitgegeven aan hun duikers, zoals de US Navy SEALs en de Franse Marine Nationale (Franse marine).